# Cylindilla interrupta
Cylindilla interrupta là một loài bọ cánh cứng trong họ Cerambycidae.